# El Gallito Inglés
El Gallito Inglés (más tarde, Gallito Comics) fue una revista político-cultural publicada en México. Fue resultado del esfuerzo de un grupo pequeño de jóvenes entusiastas de la historieta, algunos de ellos surgidos del suplemento dominical Histerietas del periódico mexicano La Jornada. Sus influencias principales fueron la revista estadounidense Heavy Metal, la revista mexicana Bronca y, en general, diversos autores del cómic estadounidense, argentino, español, francés e italiano. Apareció por primera vez en 1992, con un total de 60 números, y se imprimió hasta el 2001. En su creación participaron, entre otros, Ricardo Camacho, Edgar Clement, Alberto Flandes, Ricardo Peláez, José Quintero, Eduardo Rocha y José Tapia, bajo la dirección de Víctor del Real.

El centro temático fue la historieta para adultos, aunque la revista también daba cuenta del rock, el arte, el cine y la cultura en general. Para muchos es considerada el equivalente de la revista francesa Métal Hurlant.

## Trayectoria
El gallito inglés nació como una revista de historieta, rock y humor francamente mexicano después de que el grupo creador de El gallito enfrentó varios fracasos, entre ellos, la fallida revista Gólem. A punto de su disolución, el grupo encontró el apoyo del editor Víctor del Real quien tenía contacto con el director de la revista argentina Puertitas, Carlos Trillo, y con el español Carlos Giménez (ambos considerados titanes dentro de las tradiciones historietísticas de sus respectivos países), facilitó la diversificación del material publicado, que llegó también desde Cuba, Italia, Venezuela, Ecuador y Colombia, entre otros países con lo que la revista pronto se volvió:

Un escaparate para mostrar historieta latinoamericana y algo de España.
Cuadrivio, Gallito comics: páginas a contrapelo en la historieta mexicana

Con las aportaciones de estos escritores y los ya habituales El Gallito Inglés fue llenando sus páginas con creces, con ello se alargaron las historias y poco a poco fueron predominando las series y el continuará: El Protector de Ricardo Barreiro y Nacho Noé, Dragger de Trillo y Mandrafina o El Cazador de Clément, entre otras sagas, poblaron las páginas de varios números.
Conforme pasaban los números, se empezaron a tocar temas más diversos y dispares de la cultura underground, como Dead can Dance o Charles Bukowski, y una serie de textos directamente vinculados al mundo de la historieta, además de entrevistas con autores de culto, como Alberto Breccia (autor de Mort Cinder y El Eternauta), José Muñoz (creador de Sophie y Alack Sinner), Gabriel Vargas (La familia Burrón) y Hugo Pratt (El Corto Maltés).

A partir del número 8 se modificó el nombre de la publicación de Gallito Inglés a Gallito Comics, y se agregó el lema: Materiales para resistir la realidad
Los tirajes de Gallito Comics terminaron en el número 60, en noviembre de 2000. Aunque El gallito sirvió como escaparate para muchos jóvenes talentos, la falta de remuneración en sus trabajos hizo que abandonaran el proyecto. Algunos de estos autores que querían salir de la marginalidad en que se mantenía la revista y querían comenzar a percibir ganancias fundaron el "Taller del perro." Otros de los autores fundadores siguieron carreras en solitario como ilustradores o cartonistas en diversos medios impresos. 

## Sobre el nombre
Se piensa que el nombre de la revista surgió o fue inspirado por el célebre albur del gallito inglés:

Este es el gallito inglés, míralo con disimulo, quítale el pico y los pies y métetelo en el culo.
Armando Jiménez, Picardía mexicana